# 한국영화인복지재단
한국영화인복지재단은 영화계의 상호협동 영화종사자들의 복지증진 및 후진양성을 위한 장학사업을 추진하기 위하여 1984년 6월 8일 설립된 문화체육관광부 소관의 재단법인이다. 사무실은 서울특별시 강남구 논현동3-6 신사빌딩 3층에 있다.

## 주요 업무
- 영화인 복지사업(공로금, 장학금, 위로금 지급)
- 원로영화인 위로 행사